# Polska Agencja Informacyjna

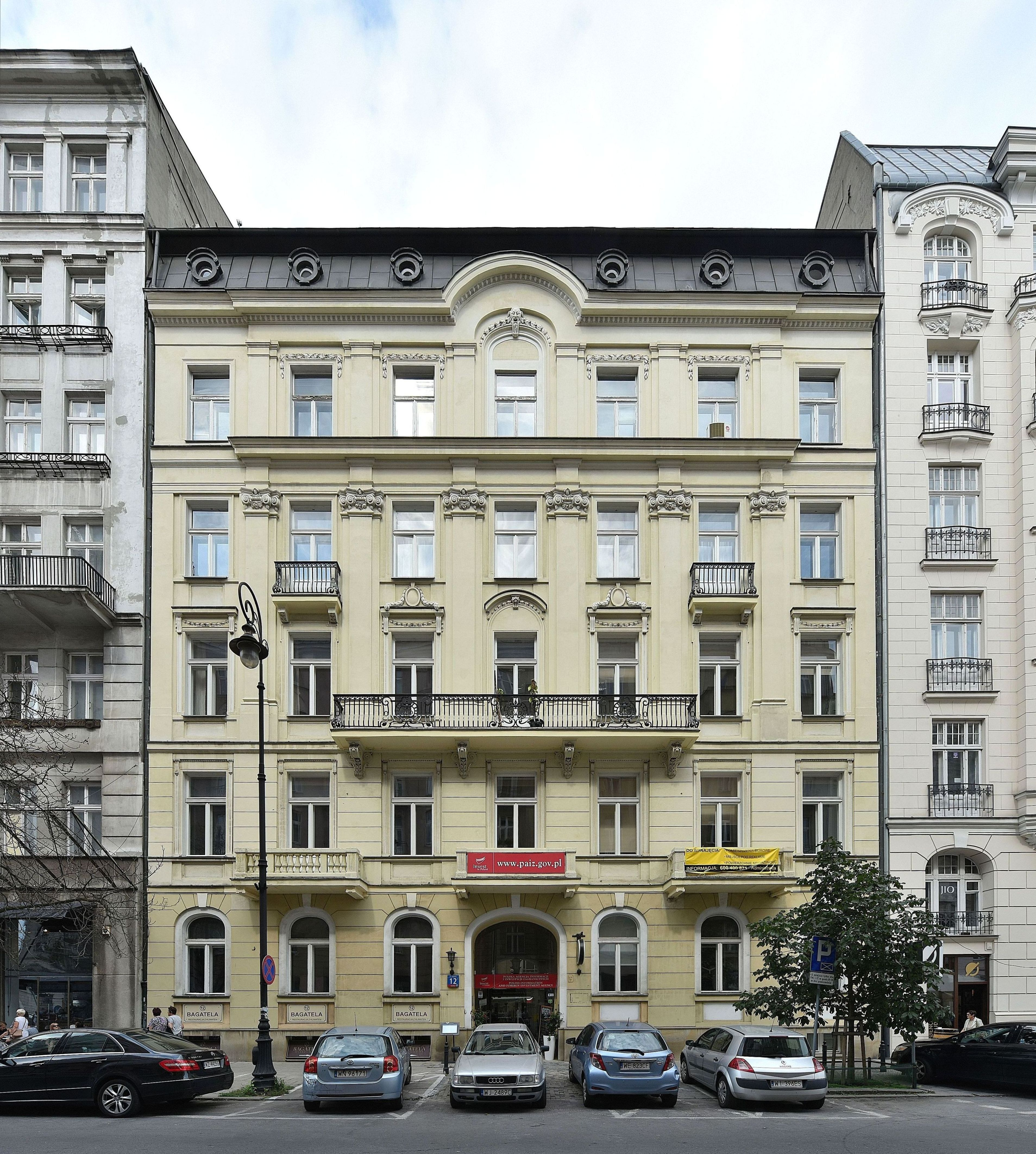
Dawna siedziba Polskiej Agencji Inwestycji i Handlu przy ul. Bagatela 12 w Warszawie – pierwotnie siedziba Polskiej Agencji Informacyjnej

Polska Agencja Informacyjna – agencja prasowa powstała w 1991 w wyniku przekształcenia Polskiej Agencji Interpress. Była spółką akcyjną. W 2003 została połączona z działającą od 1992 Państwową Agencją Inwestycji Zagranicznych (PAIZ) tworząc Polską Agencję Informacji i Inwestycji Zagranicznych S.A..

## Profil działalności
Celem działalności była promocja Polski w świecie poprzez obsługę dziennikarzy zagranicznych, ułatwianie im kontaktu z agendami rządowymi. Agencja prowadziła działalność komercyjną i wydawniczą.

## Organizacja wewnętrzna
PAI dzieliła się na cztery piony merytoryczne w zależności od rodzaju działalności:
1. Centrum prasowe, którego zadaniem jest obsługa dziennikarzy zagranicznych: organizacja biur prasowych na ważnych imprezach, dostarczanie komunikatów prasowych, organizowanie podróży po Polsce i ułatwianie zdobywania informacji, a także zapewnienie tłumaczeń
2. PAI-Press – przekazywanie informacji polskim podmiotom informacyjnym, wydawanie biuletynów informacyjnych na temat polskiej aktywności politycznej i ekonomicznej
3. PAI-Expo – prowadzenie archiwum fotograficznego, dostarczanie fotografii podmiotom informacyjnym, organizowanie wystaw i ekspozycji
4. Wydawnictwo Interpress – działalność wydawnicza, głównie albumy, przewodniki.